# EG Wohnen 1902
Die eG Wohnen 1902 ist eine deutsche Wohnungsbaugenossenschaft mit Sitz in Cottbus in Brandenburg. Ihr ältester rechtlicher Vorläufer ist der am 10. Januar 1902 gegründete Wohnungsverein der Preußischen Staatseisenbahnbeamten zu Cottbus e.G.m.b.H. Mit 10.306 Mitgliedern, 8.887 Wohnungen und 129 Gewerbeeinheiten (Stand 31. Dezember 2021) in Cottbus, Burg (Spreewald) und Umgebung ist sie die größte Wohnungsgenossenschaft im Land Brandenburg.

## Geschichte
1902 wurde unter GenR 35 zunächst eine "Wohnungsverein der Preußischen Staatseisenbahnbeamten zu Cottbus eingetragene Genossenschaft mit beschränkter Haftpflicht" eingetragen. Diese firmierte sich 1908 um in "Wohnungsverein zu Cottbus eingetragene Genossenschaft mit beschränkter Haftpflicht".
Aus dieser wurde dann die Gemeinnützige Wohnungsgenossenschaft Cottbus-Süd e.G.m.b.H, die 1976 aufgelöst und der AWG Stadt Cottbus angeschlossen wurde (GenR 228). Diese wurde 1990 umfirmiert in GWG Stadt Cottbus und ist seit 1991 im Register unter der GenR 47 CB eingetragen.

### Die Jahre 1945 bis 1989
Während des Zweiten Weltkrieges wurden über 400 genossenschaftliche Wohngebäude zerstört bzw. beschädigt. Im Herbst 1945 wurde in der gesamten SBZ genossenschaftliches Eigentum unter Zwangsverwaltung gestellt. Im Jahr 1964 schlossen sich fünf zwischen 1954 und 1957 neu gegründete Wohnungsbaugenossenschaften zur AWG Stadt Cottbus e. G. zusammen.
Im Jahr 1976 erfolgte der Zusammenschluss der AWG Stadt Cottbus mit weiteren vier Genossenschaften, die auf bereits vor dem Zweiten Weltkrieg gegründeten Bauvereinen basierten. Im Jahr 1979 erhielt die AWG ihre 10.000. Neubauwohnung im Cottbuser Stadtteil Sachsendorf.
1981 folgte auch der Eintritt der Gewoba. Die AWG Stadt Cottbus mit nun rund 18.000 Wohnungen wurde damit zum zweitgrößten Vermieter in Cottbus.
Am 24. März 1990 wurde die AWG Stadt Cottbus in Gemeinnützige Wohnungsbaugenossenschaft „Stadt Cottbus“ eG umbenannt.

### Seit 1990
Mit Beginn der Wirtschafts- und Währungsunion im Juni 1990 trat auch für die ostdeutschen Genossenschaften das bundesdeutsche Genossenschaftsgesetz in Kraft.
Waren zu Beginn der 1990er Jahre Wohnungen noch Mangelware, so führten ab Ende der 1990er Jahre die demografischen Gegebenheiten zu einer rasch steigenden Leerstandsquote. Die Genossenschaft nahm von 2002 bis 2010 über 5.000 Wohnungen vom Markt und trug den Hauptanteil am Stadtumbau in Cottbus.
Darüber hinaus investierte sie seit 1990 über 400 Millionen Euro in die Verbesserung ihres Wohnungsbestandes. Es entstanden Neubauten wie die Schlosskirchpassage (1997), das Quartier Zimmerstraße/Puschkinpromenade (1998), der Wohnpark an der Spree in Burg (1998) und zwei Mehrfamilienhäuser in Holzrahmenbauweise in der Finsterwalder Straße (1998). Im Jahr 2001 konnte mit dem Umbau eines elfgeschossigen Hochhauses in der Theodor-Storm-Straße zu fünf Stadtvillen ein Modellprojekt im Rahmen des Stadtumbaus verwirklicht werden.

### 2011
Am 24. Mai 2011 erfolgte die Umbenennung der GWG „Stadt Cottbus eG“ in eG Wohnen 1902.

### Seit 2012
Seit 2012 richtet die eG Wohnen jährlich einen Charity-Lauf in Cottbus aus. 
Die eG Wohnen 1902 investiert in Neubauvorhaben, die zur Stadtentwicklung der Stadt Cottbus beitragen. So entstehen Stadtvillen, Mehrfamilienhäuser oder auch sog. „Sonnenhäuser“. Die Sonnenhäuser sind ein Vorzeigeprojekt für die Energiewende in der Lausitz. 

## Genossenschaftliche Vertretung
78 gewählte Genossenschaftsvertreter nehmen in der Vertreterversammlung die demokratischen Mitbestimmungsrechte wahr und vertreten die Interessen der Mitglieder. Die eG Wohnen 1902 wird durch zwei Vorstandsmitglieder vertreten. Der Aufsichtsrat der eG Wohnen besteht aus fünf Mitgliedern.

## Auszeichnungen
- Deutscher Bauherrenpreis Modernisierung 1996[1]
- Brandenburgischer Bauherrenpreis 1996 (Modernisierung)[2]
- Deutscher Bauherrenpreis Modernisierung 1997[3]
- Deutscher Bauherrenpreis Modernisierung 1999[4]
- Deutscher Bauherrenpreis Neubau 2000
- Ostdeutscher Holzbaupreis Neubau 2002
- Deutscher Bauherrenpreis Modernisierung 2003[5][6]
- Deutscher Solarpreis 2018 für Vernetzte Energieautarke Mehrfamilienhäuser in Cottbus

## Tochterunternehmen und Partner
- Grüne Gärten Grünanlagen GmbH (1992)
- GESAP Gesellschaft für Sanierung und Privatisierung mbH (1994)
- WIB GmbH Burg (2009)
- mensura Immobilienservice GmbH (2011)

## Mitgliedschaften
Die eG Wohnen 1902 ist Mitglied im Verband Sächsischer Wohnungsgenossenschaften e.V. sowie in der Marketinginitiative der Wohnungsbaugenossenschaften Deutschland e. V.